# ISO 3166-2:GN
ISO 3166-2:GN correspond aux données ISO 3166-2 publiées par l'Organisation internationale de normalisation pour les principales subdivisions de la Guinée.
Les 8 régions (gouvernorats) sont identifiées par le code GN- suivi d'une lettre. Les 33 préfectures sont identifiées par le code GN- suivi de deux lettres :

## Mise à jour
```
ISO 3166-2:2002-05-21
 n°2
```

## Gouvernorats (régions) (8)
```
B  
Boké

C  
Conakry

F  
Faranah

K  
Kankan

D  
Kindia

L  
Labé

M  
Mamou

N  
Nzérékoré
```

## Préfectures (33)
```
        préfecture  gouvernorat
GN-BE  
Beyla
             N
GN-BF  
Boffa
             B
GN-BK  
Boké
              B
GN-CO  
Coyah
             D
GN-DB  
Dabola
            F
GN-DL  
Dalaba
            M
GN-DI  
Dinguiraye
        F
GN-DU  
Dubréka
           D
GN-FA  
Faranah
           F
GN-FO  
Forécariah
        D
GN-FR  
Fria
              B
GN-GA  
Gaoual
            B
GN-GU  
Gueckedou
         N
GN-KA  
Kankan
            K
GN-KE  
Kérouane
          K
GN-KD  
Kindia
            D
GN-KS  
Kissidougou
       F
GN-KB  
Koubia
            L
GN-KN  
Koundara
          B
GN-KO  
Kouroussa
         K
GN-LA  
Labé
              L
GN-LE  
Lélouma
           L
GN-LO  
Lola
              N
GN-MC  
Macenta
           N
GN-ML  
Mali
              L
GN-MM  
Mamou
             M
GN-MD  
Mandiana
          K
GN-NZ  
Nzérékoré
         N
GN-PI  
Pita
              M
GN-SI  
Siguiri
           K
GN-TE  
Télimélé
          D
GN-TO  
Tougué
            L
GN-YO  
Yomou
             N
```